# Bildfahrplan

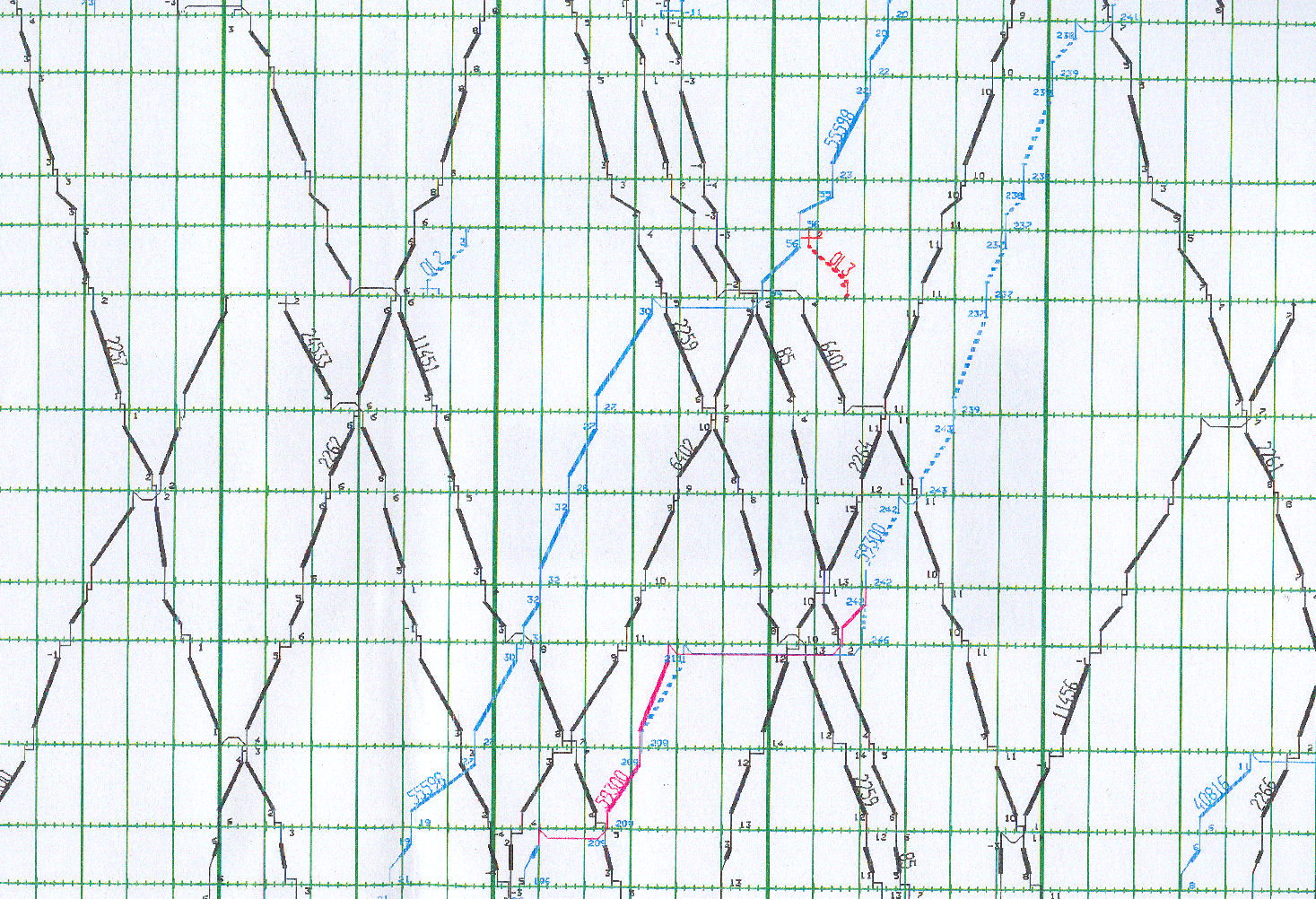
Einfacher Bildfahrplan

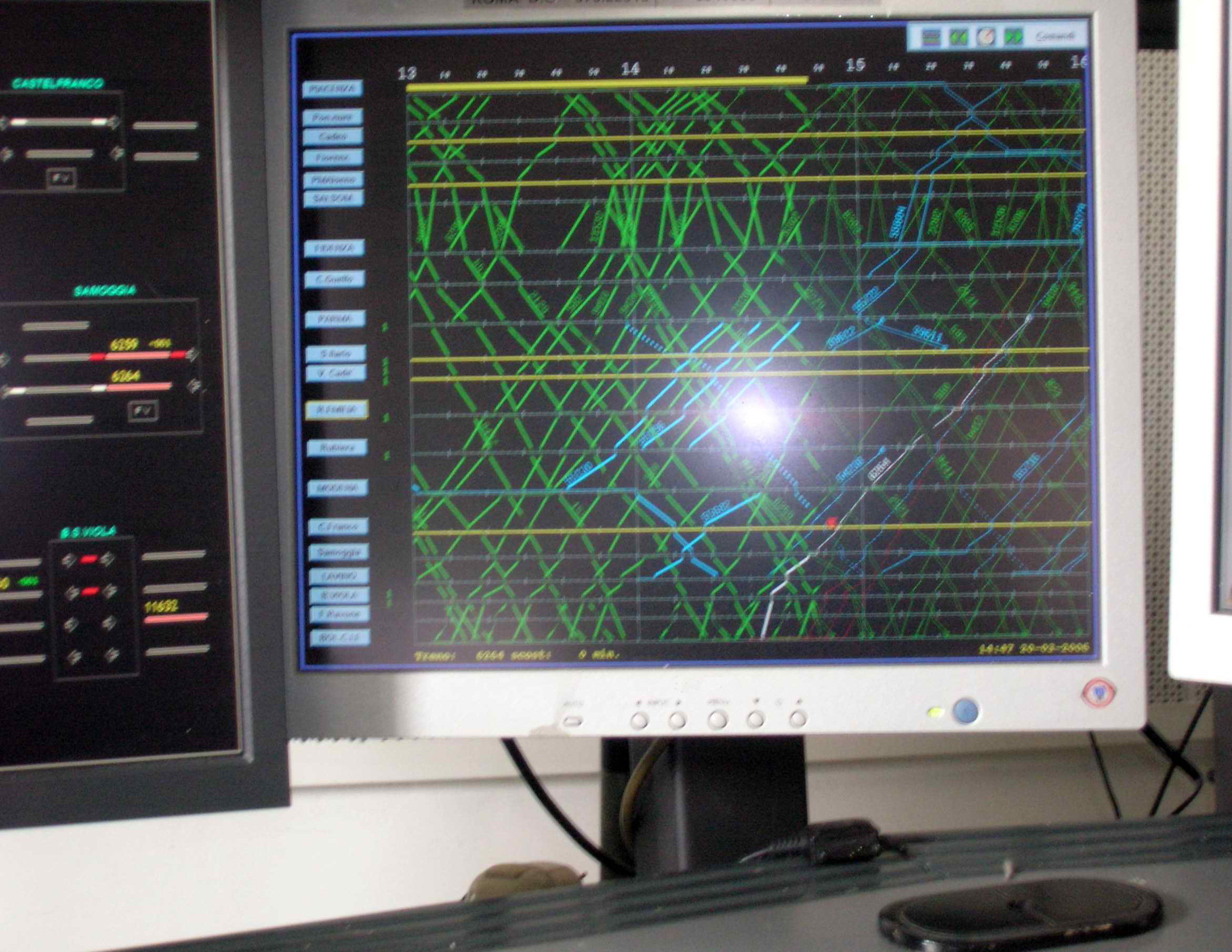
Bildfahrplan auf einem Monitor

Ein Bildfahrplan, auch grafischer Fahrplan oder Zeit-Weg-Diagramm genannt, dient der Darstellung der Bewegung von Verkehrsmitteln und trägt zu diesem Zweck die Zeit gegen den jeweiligen Ort des Verkehrsmittels auf. Wichtigster Spezialfall ist der Betrieb auf einer Eisenbahnstrecke, der mit diesem Hilfsmittel grafisch dargestellt und geplant wird. Die anderen Fahrplandokumente werden daraus abgeleitet. Die älteste bekannte Anwendung von Bildfahrplänen erfolgte in den 1840er Jahren bei der französischen Compagnie des chemins de fer du Nord. Léon Lalanne schreibt die Erfindung dem Ingenieur Jules Petiet zu.

## Darstellungsform

Bildfahrplan der Riesbahn während der Nebenverkehrszeit montags bis freitags, gemäß Fahrplan 2006

Da meist die Strecke fest vorgegeben und die Zeit demgegenüber variabel ist, werden die Zeiten in Deutschland üblicherweise als (senkrechte) Ordinate und der Ort (die Strecke) als (waagerechte) Abszisse gewählt. Diese Darstellungsform wird liegender Bildfahrplan genannt. In der Schweiz und Österreich wird auch der stehende Bildfahrplan benutzt, bei dem Weg und Zeitachse gegenüber dem Liegenden vertauscht sind. Der Bildfahrplan stellt am oberen Rand die Fahrstrecke als Horizontale dar, an der die Betriebsstellen der Strecke als senkrechte Linien abgetragen sind. Die Zeitskala verläuft vertikal von oben nach unten. Zugfahrten werden als schräge, zuweilen farbige Fahrplanlinien (Bewegungslinie) mit Zuggattung, Zugnummer und Verkehrstagen eingezeichnet. Die Geschwindigkeit der Bewegung ist dann umso größer, je flacher deren beschreibende Kennlinie verläuft.
Ein Bildfahrplan liegt in gedruckter oder elektronischer Form vor. Im Bildfahrplan lassen sich Zughalte, Zugbegegnungen, Zugkreuzungen und -überholungen mit einem Blick erkennen. Bricht eine Fahrplanlinie an einer Betriebsstelle ab, bedeutet dies, dass der Zug dort endet oder auf eine andere, nicht im Bildfahrplan dargestellte Strecke wechselt. Betriebliche Anwendungen dieser grafischen Darstellung von Zugläufen liegen ferner in Überwachung des Echtzeit-Betriebs, nämlich unter Einbeziehung etwaiger Störungen und Verspätungen sowie Ergreifung geeigneter Maßnahmen. Dies geschieht manuell oder im Rahmen rechnergesteuerter Betriebsleitung.

## Einsatz
Neben innerbetrieblichen Zwecken werden Auszüge von Streckenbildfahrplänen, sogenannte Trassengrafiken von der DB Netz AG, ihren Kunden für deren eigene Fahrlagenplanung zur Verfügung gestellt. In diesen sind lediglich die Trassen des Kunden mit Zuggattung, Zugnummer und Fahrplanzeiten hinterlegt. Alle anderen die Strecke befahrenden Züge sind aus Datenschutzgründen lediglich anonymisiert in grau dargestellt.
In der Eisenbahnbetriebswissenschaft dienen Bildfahrpläne auch der klassischen Kapazitätsplanung. Durch das Einzeichnen von Sperrzeitentreppen ist eine Untersuchung auf freie Fahrplantrassen möglich. Eine weitere Methode zur Abschätzung des Belegungsgrades mittels Fahrplankompression nach UIC-Merkblatt 406. Hierbei werden die Sperrzeittreppen der Züge engstmöglich zusammengeschoben und gemessen, wieweit dieser verdichtete Fahrplan den Untersuchungszeitraum ausfüllt.

## Beispiel: Kraichgaubahn
Ein Ausschnitt aus dem Betrieb der Kraichgaubahn stellt sich – zwecks alphanumerischer Darstellung allerdings erheblich vereinfacht – etwa folgendermaßen dar. Damit die Darstellung auch langer Strecken nicht mit der Bildschirmbreite in Konflikt gerät, muss die beschriebene Zuordnung Abszisse / Ordinate für das Beispiel vertauscht werden.
```
  ←           Zeit           →               Weg
                                  E
|
 --------------------------- 
|   0'  0'     Heilbronn Pfühlpark

X                             X
   2'  2'     - Finanzamt
|
\                           E
|   3'  3'     - Friedensplatz
|
  \             /-----\   E  
|   5'  5'     - Harmonie
|
    \         /         X    
|   7'  7'     - Rathaus
|
      \     /         E   \  
|   9'  9'     - Neckar Turm am Kurt-Schumacher-Platz
|
        \ /         E       \
|  11' 11'     Heilbronn Hbf Vorplatz
|
         X         E         X

|
       /   \      E        / 
|      14'     Böckingen Sonnenbrunnen
|
     /       \   E       /   
|      15'     Böckingen Berufsschulzentrum
|
   /            X      /     
|      19'     Leingarten Ost
|
 /             E  \  /       
|      21'     - Bahnhof

X              E    X         
|      22'     - Mitte
|
 \           E   /   \       
|      24'     Leingarten West
|
   \        E  /       \     
|      26'     Schwaigern Ost
|
     \     E /           \   
|  20' 28'     - Bahnhof
|
      \-----/             \  
|      29'     Schwaigern West
|
         E                   X
  23' 32'     Stetten am Heuchelberg
|
      E                   /  
|  26' 35'     Gemmingen Bahnhof
|
    E                   /    
|      37'     Gemmingen West

X                   /         
|  33' 42'     Eppingen Bahnhof
```

- --- = Wendung
- X  = Zugbegegnung (Kreuzung)
- E  = Eilzug, hält nur dort, wo in der E-Spalte Zeiten stehen

In Leingarten sind hier vier Züge dargestellt. Zu sehen sind zwischen denselben mehrere Kreuzungen und in Schwaigern West eine Beinahe-Überholung. Die hier steilste Kennlinie ist diejenige des Eilzugs. In diesem Beispiel besteht betreffende Linie in Leingarten aus vier Zuggruppen. Dies ist kein Zufall, sondern der zeitliche Ausschnitt der Darstellung ist bereits so optimiert, dass jede Zuggruppe genau einmal vorkommt.
Da sich der Betrieb im Falle eines Taktfahrplans ständig wiederholt, wäre es müßig, in entsprechenden Fahrplan-Unterlagen all diese Wiederholungen darzustellen. (Die Umlauf- und Dienstbildung kann das allerdings trotzdem verlangen.) Es ergibt sich folgendes Prinzip.

### Stundentakt
Bei in beiden Richtungen angebotenem Taktverkehr existiert zu jeder Fahrt in einer Fahrtrichtung eine korrespondierende Fahrt in der entgegengesetzten Fahrtrichtung. Beispielsweise korrespondiert zur Fahrt an einer Stelle der Strecke um :17 in einer Richtung diejenige Fahrt an derselben Stelle :43 oder wenig früher in der Gegenrichtung.
Die Summe dieser Minuten an einem festen Punkt, ergibt bei einer Division mit Rest durch die Taktzeit 0. Dies wird Nullsymmetrie genannt, da die Symmetrieminute hier jede Stunde zur Minute 0 ist. Dies trifft in der Praxis etwa auf das Bahnnetz Belgiens zu. Hingegen beträgt dieser Wert in der Schweiz durchgängig, sowie in Deutschland und Österreich meist 58,5. Es genügt also, statt alle Fahrten nur noch Fahrtenpaare zu betrachten; ein geeignetes Zeitfenster von einer halben Stunde Dauer ist bereits signifikant (und erübrigt alles Weitere), nämlich
- von Minute :00 (rechter Rand) bis Minute :30 (linker Rand) und
- gespiegelt zurück bis :00 (wiederum rechter Rand).

(Einschlägige Literaturstellen verwenden demgegenüber doppelt so viel Platz, sind dafür leichter verständlich.)

### Grundsatz
Jedes Fahrtenpaar ist als Kennlinie im Zeit-Weg-Diagramm abzubilden. Dieses trägt dann die Zeit gegen den Weg auf, also gegen die Haltestellen, mit schematisch dargestelltem Ergebnis. Züge derselben Zuggruppe begegnen einander entweder am rechten oder am linken Rand (jeweils senkrechte Striche) des Fensters. Wenn man den Laufweg einer Zuggruppe verfolgen möchte, ist dazu jeweils am Rand des Fensters zu spiegeln.

### Übertragung auf den Zweistundentakt
Bei Beteiligung von Zweistundentakten dauert das Zeitfenster doppelt so lang, nämlich eine Stunde. Daraus folgt eine hier nur halb so gute Auflösung;
- die gerade volle Stunde steht am rechten,
- die ungerade volle Stunde am linken Rand.